# Laqraqra
Laqraqra (en àrab لقراقرة, Laqrāqra; en amazic ⵍⵇⵕⴰⵇⵕⴰ) és una comuna rural de la província de Settat, a la regió de Casablanca-Settat, al Marroc. Segons el cens de 2014 tenia una població total de 11.419 persones.